# Maciej Cesarski
Maciej Cesarski (ur. 1955) – profesor nauk społecznych, pracownik Instytutu Gospodarstwa Społecznego i Kolegium Ekonomiczno-Społecznego Szkoły Głównej Handlowej w Warszawie. Specjalizuje się w polityce mieszkaniowej i osadniczej.

## Życiorys
12 czerwca 1979 roku uzyskał tytuł magistra ekonomii w Szkole Głównej Planowania i Statystyki (obecnie SGH). Pracę doktorską pt. Inwestycje w dziedzinie mieszkalnictwa i pozostałych elementów infrastruktury osadniczej w Polsce oraz ich rozmieszczenie w latach siedemdziesiątych napisał pod kierunkiem prof. dr Adama Andrzejewskiego i obronił 9 kwietnia 1986 roku.
10 maja 2000 roku obronił Pracę habilitacyjną pt. Mieszkaniowy majątek trwały oraz jego rola w badaniach i polityce mieszkaniowej w Polsce opublikowanej w 1998 roku na łamach wydawnictwa Oficyny Wydawniczej SGH „Monografie i Opracowania” nr 447. 1 listopada 2002 roku został nadany mu tytuł profesora nadzwyczajnego SGH. 28 listopada 2019 r. uzyskał postanowieniem Prezydenta Rzeczypospolitej Polskiej tytuł profesora nauk społecznych, zaś 1 stycznia 2020 roku – stanowisko profesora SGH.

## Działalność pozanaukowa
Maciej Cesarski jest członkiem następujących towarzystw:
- Polskie Towarzystw Ekonomicznego
- Towarzystwo Urbanistów Polskich
- Polskie Towarzystwo Polityki Społecznej (PTPS)
- Polska Sieć Filozofii Ekonomii (PSFE)
- Klub Wysokogórski Warszawa (K.W.W.)

## Nagrody i odznaczenia
- 16 listopada 2018 r.  –  Złota Odznaka PTPS im. Edwarda Abramowskiego nadana przez Zarząd Główny Polskiego Towarzystwa Polityki Społecznej na 100-lecie polityki społecznej w Polsce.
- 25 października 2017 r.  Nagroda Rektora SGH I stopnia w dziedzinie działalności naukowej za monografię pt. Sytuacja mieszkaniowa w Polsce lat 2002-2014 – światowy kryzys, niewiadome i szanse zamieszkiwania, Oficyna Wydawnicza SGH, Warszawa 2017[3].
- 5 grudnia 2014 r. –  Nagroda Rektora SGH I stopnia za osiągnięcia naukowe za monografię naukową pt. Polityka mieszkaniowa w Polsce w pracach naukowych 1918-2010. Dokonania i wpływ polskiej szkoły badań, Oficyna Wydawnicza SGH, Warszawa 2013.
- 2 lutego 2014 r. – Nagroda Zespołowa Rektora SGH II stopnia  w dziedzinie działalności naukowej za monografię pt. Gospodarka regionalna i lokalna a rozwój zrównoważony, red. Z. Strzelecki, P. Legutko-Kobus, PAN KPZK, Studia Tom CLII, Warszawa 2013.
- 22 grudnia 2009 r. – Wyróżnienie Ministra Infrastruktury za książkę (monografia): Sytuacja mieszkaniowa w Polsce w latach 1988-2005 – dziedzictwo i przemiany, Oficyna Wydawnicza SGH, Warszawa 2007.
- 19 kwietnia 2004 r. – Wyróżnienie Ministra Infrastruktury za książkę (monografia): Reprodukcja mieszkaniowego majątku trwałego w procesach społeczno-gospodarczych. Polska i kraje OECD – 1960-2000, Oficyna Wydawnicza SGH, Warszawa 2003.
- 17 czerwca 2004 r. – Nagroda Prezesa Zarządu K.U. Filar S. A. za  książkowe opracowanie zbiorowe: Stan, proporcje i rozmieszczenie zasobu spółdzielczego oraz innych form własności mieszkań w Polsce. (w:) Spółdzielczy zasób mieszkaniowy jako pole działalności ubezpieczeniowej. Konsultacja nauk. dr hab. M. Cesarski prof. nadzw. SGH. Warszawa, Ośrodek Informacji K. U. FILAR S.A. 2004.
- 14 października 2001 r. –  Nagroda Rektora SGH stopnia I za osiągnięcia naukowe za pracę habilitacyjną: Mieszkaniowy majątek trwały oraz jego rola w badaniach i polityce mieszkaniowej w Polsce, „Monografie i Opracowania”, nr 447. Oficyna Wydawnicza SGH, Warszawa 1998.